# Governo do estado de São Paulo
O Governo do Estado de São Paulo possui sua sede na cidade de São Paulo e abrange a estrutura administrativa estadual, de acordo com o estabelecido pela Constituição Federal e a Constituição Estadual. De forma análoga ao Governo Federal, é composto por três poderes: o Executivo, o Legislativo e o Judiciário. O governador comanda o executivo estadual, o legislativo consiste da Assembleia Legislativa e o judiciário tem como seu órgão máximo o Tribunal de Justiça.

## Executivo

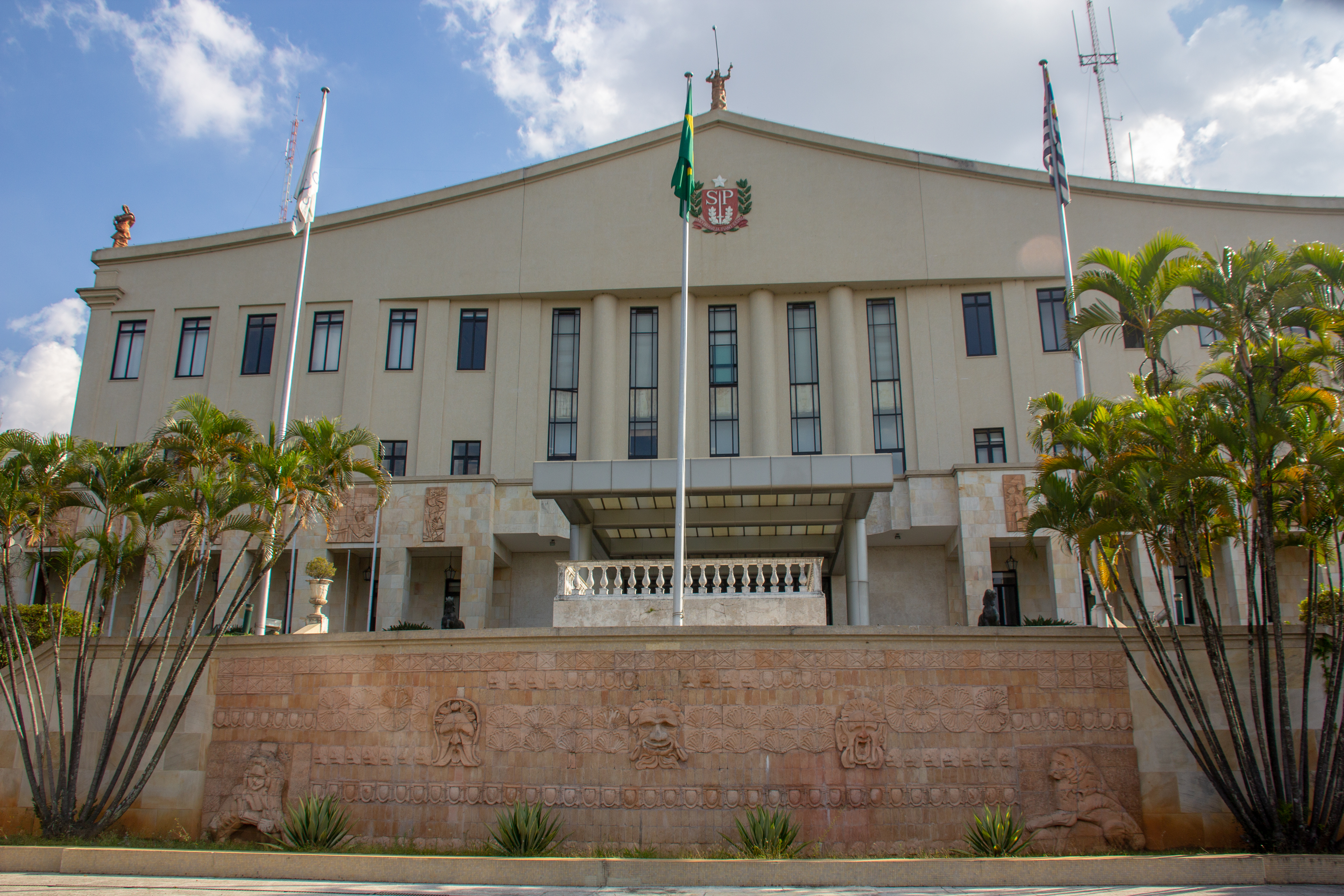
O Palácio dos Bandeirantes, em 2018.

O Poder Executivo paulista é chefiado pelo governador e encontra sua sede no Palácio dos Bandeirantes. A construção do palácio iniciou na década de 1950 e o executivo o adotou como sua sede em 1964, substituindo o Palácio dos Campos Elíseos. O prédio localiza-se no Morumbi, um distrito da cidade de São Paulo.
O governador e o vice-governador são eleitos por sufrágio universal e voto direto e secreto pela população para mandatos de 4 anos, podendo ser reeleitos para mais um mandato consecutivo. São condições de elegibilidade, para ambos os cargos, a nacionalidade brasileira, o exercício dos direitos políticos, o domicílio eleitoral no estado, a filiação partidária e a idade mínima de 30 anos. As eleições estaduais ocorrem juntamente com as federais.
O atual governador é Tarcísio Gomes de Freitas. Como representante máximo do Poder Executivo, compete ao governador a sanção e veto de leis aprovadas pelo legislativo, a organização e funcionamento da administração, a expedição de decretos e atua ainda como comandante-em-chefe da Polícia Militar, da Polícia Civil e do Corpo de Bombeiros Militar.
O vice-governador é o segundo cargo mais elevado na hierarquia do executivo, sendo eleito na mesma chapa do governador, o qual substitui quando este se encontrar impedido de exercer suas funções. De acordo com a Constituição Estadual, o vice-governador "além de outras atribuições que lhe forem conferidas por lei complementar, auxiliará o governador, sempre que por ele convocado para missões especiais." O cargo é atualmente ocupado por Felicio Ramuth.
O governador é auxiliado pelos secretários na administração do estado. Eles são designados e exonerados conforme convir ao governador, mas as nomeações devem observar três requisitos: o exercício dos direitos políticos, a nacionalidade brasileira e a idade de 21 anos. Não há número mínimo nem máximo de secretários; atualmente, o gabinete de Tarcisio é composto por 24 secretarias. 

### Administração direta

#### Gabinete
Atualmente é composto por 24 secretarias e uma secretaria especial:
| Secretarias do Governo do Estado de São Paulo           | Secretarias do Governo do Estado de São Paulo | Secretarias do Governo do Estado de São Paulo |
| Secretaria                                              | Secretário                                    | Foto                                          |
| ------------------------------------------------------- | --------------------------------------------- | --------------------------------------------- |
| Secretaria de Educação                                  | Renato Feder                                  |                                               |
| Secretaria de Saúde                                     | Eleuses Paiva (PSD)                           |                                               |
| Secretaria de Meio Ambiente, Infraestrutura e Logística | Natália Resende                               |                                               |
| Secretaria de Governo e Relações Institucionais         | Gilberto Kassab (PSD)                         |                                               |
| Casa Civil                                              | Arthur Lima                                   |                                               |
| Secretaria de Segurança Pública                         | Guilherme Derrite (PL)                        |                                               |
| Secretaria de Turismo e Viagens                         | Roberto de Lucena (REP)                       |                                               |
| Secretaria de Gestão e Governo Digital                  | Caio Paes de Andrade                          |                                               |
| Secretaria de Comunicação                               | Lais Vita                                     |                                               |
| Secretaria de Negócios Internacionais                   | Lucas Ferraz                                  |                                               |
| Secretaria de Parcerias em Investimentos                | Rafael Benini                                 |                                               |
| Secretaria de Fazenda e Planejamento                    | Samuel Kinoshita                              |                                               |
| Secretaria de Desenvolvimento Social                    | Andrezza Rosalém Vieira                       |                                               |
| Secretaria de Administração Penitenciária               | Marcello Streifinger                          |                                               |
| Secretaria de Desenvolvimento Econômico                 | Jorge Lima                                    |                                               |
| Secretaria de Políticas Públicas para as Mulheres       | Valéria Bolsonaro (PL)                        |                                               |
| Secretaria de Justiça e Cidadania                       | Fábio Prieto                                  |                                               |
| Secretaria de Transportes Metropolitanos                | Marco Assalve                                 |                                               |
| Secretaria de Desenvolvimento Urbano e Habitação        | Marcelo Branco                                |                                               |
| Secretaria de Cultura e Economia Criativa               | Marília Marton                                |                                               |
| Secretaria de Agricultura e Abastecimento               | Guilherme Filizzola                           |                                               |
| Secretaria de Esportes                                  | Helena Reis                                   |                                               |
| Secretaria de Ciência, Tecnologia e Inovação            | Vahan Agopyan                                 |                                               |
| Secretaria de Pessoas com Deficiência                   | Marcos da Costa                               |                                               |
| Secretária Especial de Projetos Estratégicos            | Guilherme Afif Domingos (PSD)                 |                                               |

O Gabinete do Governador prevê ainda a Casa Militar, com atribuições de Defesa Civil, bem como a segurança da sede do governo e do próprio governador.

#### Órgãos vinculados às Secretarias Estaduais
- Agência Paulista de Tecnologia dos Agronegócios (APTA)
  - Instituto Agronômico de Campinas (IAC)
  - Instituto Biológico (IB)
  - Instituto de Economia Agrícola (IEA)
  - Instituto de Pesca (IP)
  - Instituto de Tecnologia de Alimentos (ITAL)
  - Instituto de Zootecnia (IZ)
- Arquivo Público do Estado de São Paulo
- Coodenadoria de Assistência Técnica Integral (CATI)
- Conselho de Defesa do Patrimônio Histórico (CONDEPHAAT)
- Defesa Civil do Estado de São Paulo
- Instituto Adolfo Lutz
- Instituto de Botânica
- Instituto Butantan
- Instituto Dante Pazzanese de Cardiologia
- Instituto Florestal
- Instituto Geográfico e Cartográfico de São Paulo (IGC-SP)
- Instituto Geológico (IG)
- Instituto Lauro de Souza Lima
- Instituto Pasteur
- Instituto de Saúde
- Investe São Paulo (Investe SP)
- Polícia Científica do Estado de São Paulo
- Polícia Civil do Estado de São Paulo
- Polícia Militar do Estado de São Paulo
  - Corpo de Bombeiros da Polícia Militar do Estado de São Paulo
  - Polícia Rodoviária do Estado de São Paulo
  - Conselhos Comunitários de Segurança (Conseg)
- Universidade Virtual do Estado de São Paulo (UNIVESP)

### Administração indireta
Autarquias
- Agência Metropolitana da Baixada Santista (AGEM)
- Agência Reguladora de Saneamento e Energia do Estado de São Paulo (ARSESP)
- Agência Reguladora de Serviços Públicos Delegados de Transporte do Estado de São Paulo (Artesp)
- Caixa Beneficente da Polícia Militar (CBPM)
- Centro Estadual de Educação Tecnológica Paula Souza (Centro Paula Souza)
  - Escola Técnica Estadual (ETECs)
  - Faculdade de Tecnologia do Estado de São Paulo (FATEC's)
- Departamento de Águas e Energia Elétrica (DAEE)
- Departamento de Estradas de Rodagem do estado de São Paulo (DER)
- Departamento Estadual de Trânsito de São Paulo (Detran.SP)
- Faculdade de Medicina de Marília (Famema)
- Faculdade de Medicina de São José do Rio Preto (Famerp)
- Hospital das Clínicas da Faculdade de Medicina de Botucatu (HC Botucatu)
- Hospital das Clínicas de Ribeirão Preto (HC/USP-RP)
- Hospital das Clínicas da Faculdade de Medicina da Universidade de São Paulo (HC/USP-SP)
- Instituto de Assistência Médica ao Servidor Público Estadual (Iamspe)
- Instituto de Medicina Social e de Criminologia de São Paulo (IMESC)
- Instituto Estadual de Pesos e Medidas (Ipem)
- Instituto de Pesquisas Energéticas e Nucleares (Ipen)
- Instituto de Previdência do Estado de São Paulo (Ipesp)
- Junta Comercial do Estado de São Paulo (Jucesp)
- São Paulo Previdência (SPPREV)
- Superintendência de Controle de Endemias (Sucen)
- Superintendência do Trabalho Artesanal nas Comunidades (SUTACO)
- Universidade Estadual Paulista (Unesp)
- Universidade Estadual de Campinas (Unicamp)
- Universidade de São Paulo (USP)

Empresas públicas
- Companhia de Desenvolvimento Habitacional e Urbano do Estado de São Paulo (CDHU)
- Companhia Ambiental do Estado de São Paulo (Cetesb)
- Companhia Docas de São Sebastião (CDSS)
- Companhia de Seguros do Estado de São Paulo (Cosesp)
- Companhia Paulista de Parcerias (CPP)
- Companhia Paulista de Securitização (CPSEC)
- Companhia Paulista de Trens Metropolitanos (CPTM)
- Desenvolve São Paulo (Desenvolve SP)
- Empresa Metropolitana de Transportes Urbanos de São Paulo (EMTU)
- Instituto de Pesquisas Tecnológicas (IPT)
- Companhia do Metropolitano de São Paulo (Metrô)
- Companhia de Processamento de Dados do Estado de São Paulo (Prodesp)
  - Poupatempo

Fundações
- Fundação de Amparo à Pesquisa do Estado de São Paulo (Fapesp)
- Fundação para o Desenvolvimento da Educação (FDE)
- Fundação de Amparo ao Preso - Professor Doutor Manoel Pedro Pimentel (Funap)
- Fundação CASA
- Fundação para Conservação e Produção Florestal do Estado de São Paulo (Fundação Florestal)
- Instituto de Terras do Estado de São Paulo (Fundação Itesp)
- Fundação Padre Anchieta
- Fundação Procon (Fundação Procon-SP)
- Fundação para o Remédio Popular (Furp)
- Memorial da América Latina
- Fundação Oncocentro de São Paulo (Oncocentro)
- Fundação Pró-Sangue (Pró-Sangue)
- Fundação Sistema Estadual de Análise de Dados (Seade)
- Fundação de Previdência Complementar do Estado de São Paulo (SP-PREVCOM)
- Parque Zoológico de São Paulo (Zoológico-SP)

## Legislativo

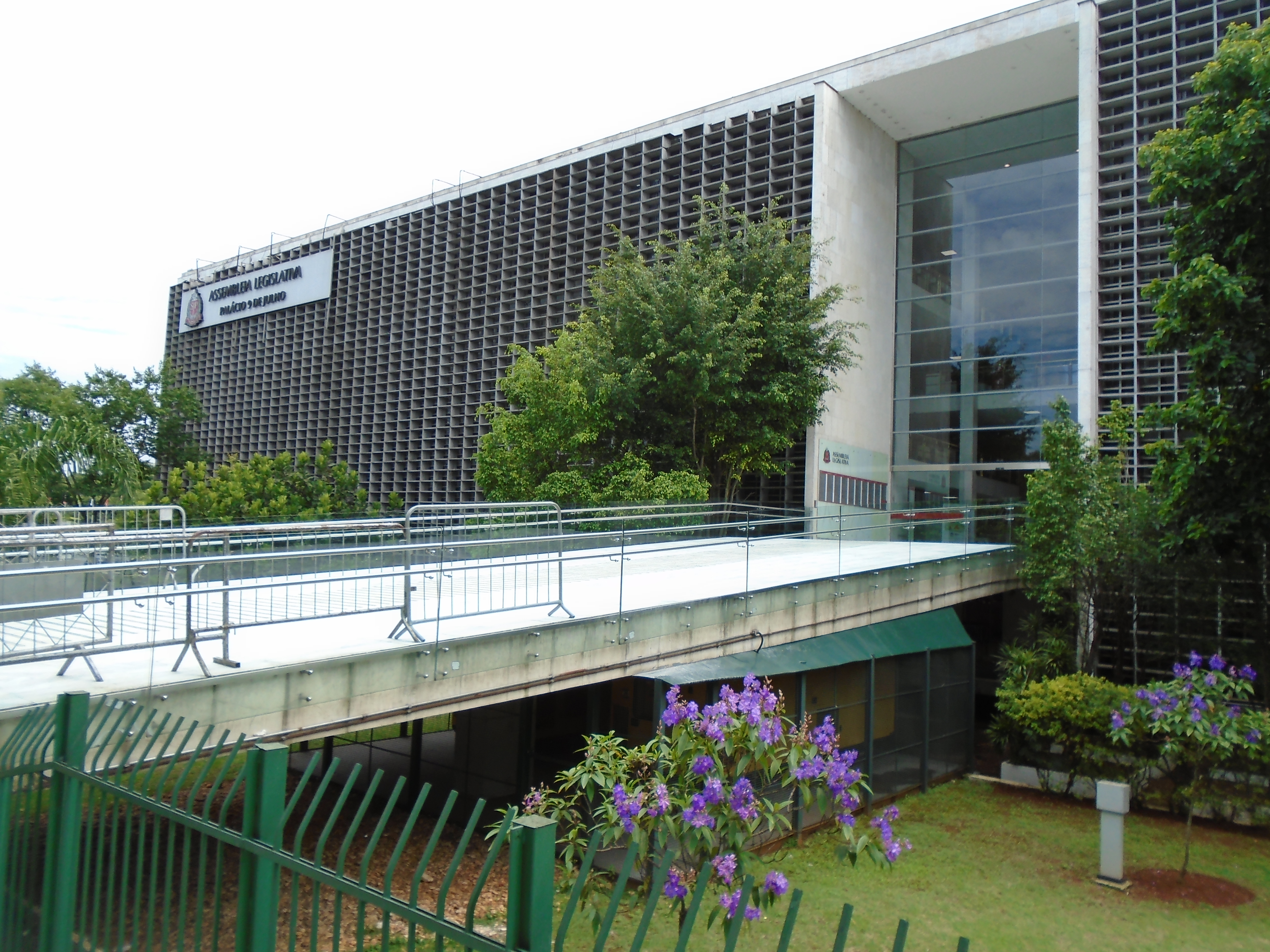
O Palácio 9 de Julho, em 2016.

O poder legislativo estadual é unicameral, sendo exercido pela Assembleia Legislativa (ALESP), formada por 94 deputados estaduais e com sede no Palácio 9 de Julho. A Assembleia elabora e vota projetos de leis e exerce a fiscalização dos atos do executivo, através de seu órgão de controle externo, o Tribunal de Contas. Também compete ao legislativo a deliberação sobre o orçamento, a criação e extinção de cargos públicos, bem como a fixação de seus salários e vantagens, além de julgar o governador em processos de impeachment.
Os deputados estaduais são eleitos pelo sistema de representação proporcional, simultaneamente com as eleições estaduais e federais. Os mandatos são de 4 anos e não há limites de reeleições. Os critérios de elegibilidades são os mesmos do governador e vice-governador, salvo a idade mínima, de 21 anos. A posse dos eleitos ocorre em 15 de março, fazendo de São Paulo o único estado a iniciar suas legislaturas neste mês.

### Mesa diretora
Os deputados estaduais elegem a mesa diretora da Assembleia Legislativa. O voto é aberto e os mandatos são de dois anos, com seus integrantes não podendo desempenhar os mesmos cargos em mesas sucessivas da mesma legislatura. A mesa diretora é composta por três deputados (presidente, primeiro e segundo secretários), assim como seus eventuais substitutos.

A mesa diretora em exercício, escolhida em março de 2021, é a seguinte:
- Presidente: Carlão Pignatari;
- Primeiro secretário: Luiz Fernando Teixeira;
- Segundo secretário: Rogério Nogueira;

Substitutos:
- Primeiro vice-presidente: Wellington Moura;
- Segundo vice-presidente: André do Prado;
- Terceiro vice-presidente: Professor Kenny;
- Quarto vice-presidente: Caio França;
- Terceiro secretário: Léo Oliveira;
- Quarto secretário: Bruno Ganem.

## Judiciário

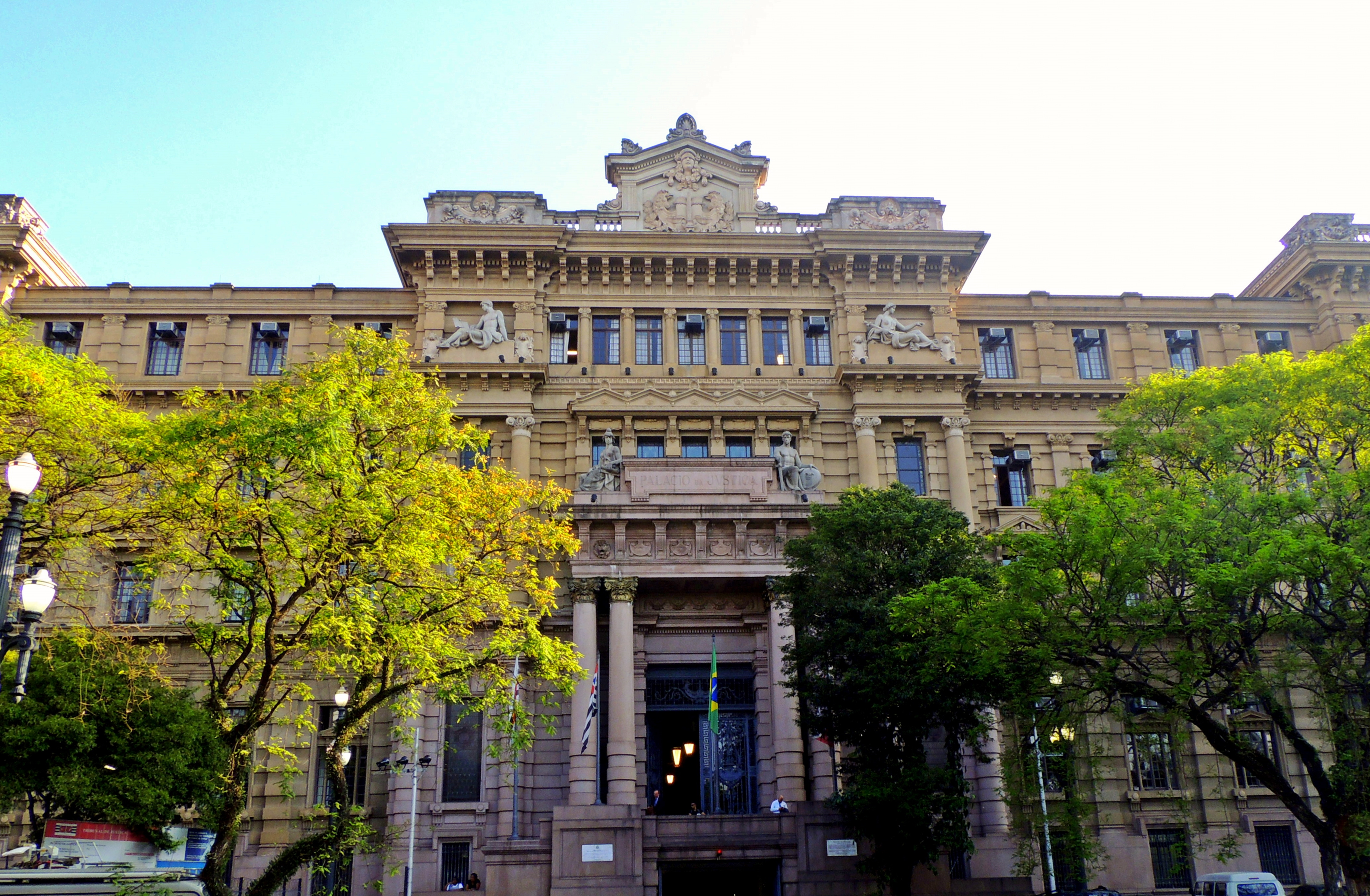
O Palácio da Justiça, sede do Tribunal de Justiça, em 2016.

O Poder Judiciário de São Paulo interpreta e aplica a lei, em conformidade com os poderes atribuídos constitucionalmente. O judiciário tem uma estrutura hierárquica com o Tribunal de Justiça no ápice. Suas decisões são recorríveis ao Superior Tribunal de Justiça (STJ) e ao Supremo Tribunal Federal (STF).
A primeira instância compreende 2,6 mil juízes de Direito em 319 comarcas, e a segunda conta com 360 desembargadores. O Tribunal é conduzido por um presidente, eleito pelos desembargadores para mandatos biênios; o desembargador Ricardo Mair Anafe é o presidente incumbente.